# 리탈린 집단소송
리탈린 집단소송(Ritalin class-action lawsuits)은 2000년에 미국에서 발생한 리탈린이라는 의약품에 대한 집단소송이다.
원고는 리탈린이라는 이름으로 판매되는 ADHD 치료제 약물을 제조하는 노바티스와 미국 정신의학회 사이의 모종의 거래로 ADHD라는 질병을 만들어내고 진단을 촉진하고 있다고 주장하며 기소했다. 또한 CHADD도 의도적으로 리탈린의 제공을 늘리고 리탈린의 제공에 대한 규제를 완화하여 노바티스의 이익을 높이려고 시도했다고 주장하며 기소했다.
2002년이 돼서야 노바티스의 승소로 원고의 소를 기각하면서 소송이 종결되었다.

## 같이 보기
- 리탈린
- ADHD